# Felice... Felice...
Felice... Felice... is een Nederlandse film uit 1998 van Peter Delpeut. Het is gebaseerd op zijn eigen scenario. De film heeft als alternatieve titels Felice Beato en A story of a Foreigner. De film won twee Gouden kalveren: voor de beste acteur (J. Leysen) en voor de beste Nederlandse film van 1998. Op het Chicago International Film Festival won de film een Golden Plaque.

## Verhaal
Het verhaal draait rond de Britse fotograaf Felice Beato, die halverwege de 19e eeuw Japan bezoekt. Daar wordt hij verliefd op de Japanse geisha O-kiku. Maar dan verlaat hij haar weer om zijn werk in Engeland voort te zetten. Jaren later keert Felice terug naar Japan in de hoop zijn O-kiku terug te vinden.

## Rolverdeling
| Acteur            | Personage    |
| ----------------- | ------------ |
| Johan Leysen      | Felice Beato |
| Toshie Ogura      | Ume          |
| Rina Yasami       | O-Take       |
| Noriko Sasaki     | Hana         |
| Yoshi Oida        | Matsukichi   |
| Keiko Miyamoto    | Innkeeper    |
| Yoshi Ota         | Ueno         |
| Noriko Proett     | O-Koma       |
| Rika Okemoto      | O-Tae        |
| Megumi Shimanuki  | Kimiyo       |
| Kumi Nakamura     | O-Kiku       |
| Kyomi Yui         | Model        |
| Peter Kho Sin Kie | Man in rain  |
| Daichi Taneko     | Playing boy  |
| Machiko Okemoto   | Playing boy  |